# Бунаски манастир
Бунаският или Вунаският манастир „Свето Благовещение Богородично“ (на гръцки: Ιερά Μονή Ευαγγελιστρίας Μπουνάσια, Μπουνασιώτισσα) е манастирска православна църква край гревенското село Палюрия, Егейска Македония, Гърция. В 1996 година манастирът е обявен за защитен паметник.

## Местоположение
Манастирът е наречен така, тъй като е в подножието на дела на планината Вунаса (Бунаса). Манастирът е построен на видно място, наподобяващо естествен трон на 480 m надморска височина над река Бистрица.

## История
На светата трапеза е отбелязана годината на основанане на манастира – ΣΤΧΣΤ (= 1148). Никакви други структурни или морфологични данни обаче не предполагат, че тази хронология може да бъде отнесена към сградите на манастира. Коста Спанос смята, че дата е четена погрешно и трябва да е ΣΤΩΝΣΤ' (= 1348). В XVI век манастирът е посещаван от йеромонах Никанор, който събира пари за построяване на манастира „Преображение Господне“.
За пръв път е споменат като Света Богородица Бунасия (Παναγία Μπονασία) в кондиката на бунаския калугер библиотекар Галактион, която се пази в манастира Олимпиотиса:
| „ | + έτελειώθη τω παρών βυβλίον είς τού ίουλίου μηνός είς τέσαιρις δια χειρός / εμού του ταπεινού, και ά/μαρτωλού γαλακτίου ίερομονάχου / έπη έτους ζριζ (7117, 1609) όταν ύρθα εις το μοναστήριον να γένω κα/λώγερος έτη ζρθ (7109, 1601) Παναγία μπουνασία. | “ |

Манастирът процъфтява през XVIII век, когато в него има голям брой монаси, които се занимават със земеделие и лозарство. В хрониката на манастира Варлаам се споменава като женски манастир в началото на XVII век, но се превръща в мъжки манастир в XVIII век. Има сведения, че в него и имало книговезка работилница. В Завордския манастир има евангелие от 1866 година, което е от Бунаския манастир. След унищожителен пожар в 1750 година, в 1763 година монасите Вартоломей, вероятно игумен, Христофор, Филотей, Партений, Палатий, Макарий и Никифор започват обновителни работи в манастира и за своя сметка построяват магерницата и килиите, за което свидетелства надпис вграден в западната част нан комплекса. Строителите са Риста, Яни и Коста.
В 1775 година според надписа на мраморната плоча на олтара е открит новият католикон. В 1810 година католиконът пострадва от пожар и започналите обновителни работи продължават 6 години, за което свидетелстват запазен документ за събиране на помощи и ктиторският надпис над входа. В 1816 година при игумена Папахристофор е поправен или доизграден нартексът според надписа отвън над южния вход. От външната страна на конхата на апсидата е изобразена емблемата на Филики Етерия, което показва, че монасите са участвали в революционното движение в началото на XIX век. В манастира функционира и тайно училище. Тук намират убежище клефти.
В края на XIX век манастирът постепенно запада. В 1903 – 1908 година е база на Гръцката въоръжена пропаганда в Македония. Манастирът е дестващ до 1935 година.
На 9 февруари 1944 година германски окупационни части напълно изгарят село Палюрия, като жителите му намират убежище в манастира. На следния ден германците стрелят три пъти срещу манастира от отбивката за Дескати, като единият снаряд пада пред храма, вторият пробива купола и пада в църквата, а третият попада в камбанарията, но нито един не се взривява.

## Архитектура
Манастирът има големи прилики със Завордския манастир, но католиконът му типологически принадлежи към атонските храмове. От килийните крила е оцеляла само част от северното крило. Югоизточното е сринато напълно, както и фурната, трапезарията и другите помощни сгради.

### Католикон
Църквата е разположена свободно в центъра на двора. В сегашния си вид датира от 1816 година. Представлява кръстокуполна църква от атонски тип с притвор. Размерите ѝ̀ са 7,6 Х 15,1 m. Правоъгълникът на наоса има размери 5,90 X 7,35 m. Четирите рамена на кръста са засводени с полуцилиндрични сводове. На мястото, в което се събират има купол на четири арки с пандантиви, които прехвърлят тежестта на четири колони. Диаметърът му е 2,50 m и има висок барабан, който отвътре е цилиндричен, а отвън осмоъгълен. В барабана има осем отвора за осветление. Външно е украсен с осем слепи арки и с корниз под покрива от каменни плочи. Четирите колони на купола са с диаметър 0,45 m, нямат бази, а капителите им са прости, Подовете на църквата са мраморни. обърнати каменни пирамиди със скосени ъгли.
Олтарното пространство е с размери 2,30 х 5,85 m, като има полукръгли протезис и диаконикон, които не излизат отвън на изток и са с дълбочина 0,50 m. Апсидата е полукръгла отвън с височина 2,50 m и дълбочина 1,20 m и има малък отвор за осветление. В северната стена има още две ниши, а в южната една за свещените съдове.
Нартексът на запад има ширина от 2,80 m и се състои от три части, покрити с полуцилиндрични арки, разположени успоредно по надлъжната ос. Двете крайни са по-ниски от средната. Прозорците на храма са само на южната стена (7) и на източната (3) и са малки и светлината в църквата е оскъдна. Входът към притвора е от запад и е тесен и нисък. над вратата има плитка ниша за изображение на светеца покровител.
Стенописите в купола са дело на зографа Йоанис от Чурхли и датират от 1850 година. Подписът му е „χειρ Ιω(άννου) Ζωγράφου Τζουρχλ(ι)“. Пет икони са от 1817 година. Протезисът е изписан в 1922 година.
Храмът притежава ценни икони от XVI – XVII век. Според надписа над царските двери, красивият резбован иконостас е създаден в 1817 година при игумена Христофор. В 2005 година иконостасът е откраднат, като са запазени само иконите и части от него.
Отвън църквата има украса от каменни релефи, като забележително е изображението на емблемата на Филики Етерия.